# Comté de Ritchie
Le comté de Ritchie est un comté des États-Unis situé dans l’État de Virginie-Occidentale. En 2000, la population était de 10 343 habitants. Son siège est Harrisville.

## Principales villes
- Auburn
- Cairo
- Ellenboro
- Harrisville
- Pennsboro
- Pullman